# قنطريون مالطي

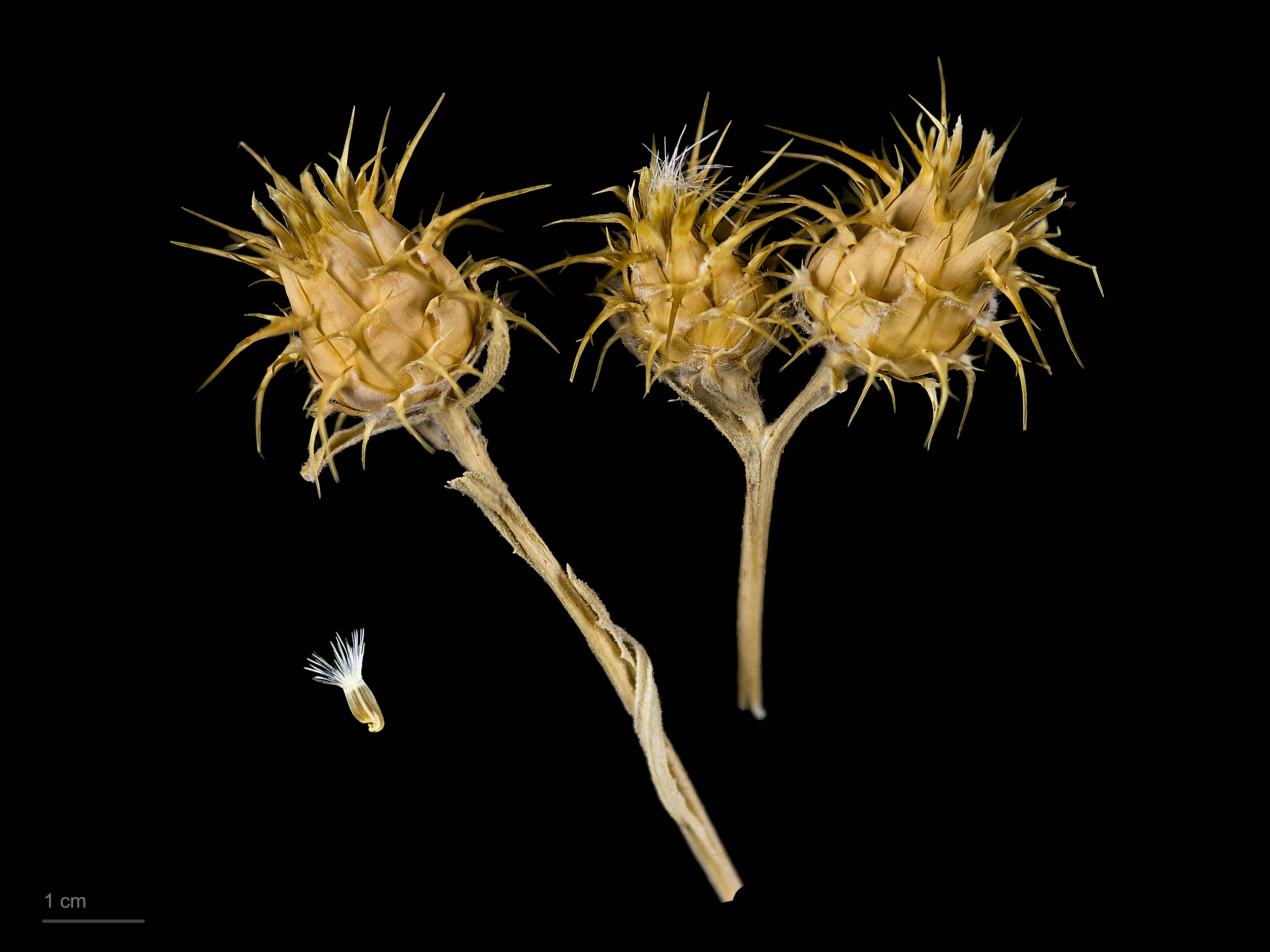
Centaurea melitensis

القنطريون المالطي واسمه العلمي (باللاتينية: Centaurea melitensis) نوع نباتي ينتمي إلى جنس القنطريون من الفصيلة النجمية.
موطنه مناطق حوض البحر الأبيض المتوسط في المغرب العربي وجنوب أوروبا.
نبات عشبي حولي.